# Bistrice
Bistrice (cyr. Бистрице) – wieś w Czarnogórze, w gminie Podgorica. W 2011 roku liczyła 317 mieszkańców.